# Congrès universel d'espéranto de 1959
Pour un article plus général, voir Congrès mondial d'espéranto.
 (décembre 2024).
Le congrès universel d’espéranto de 1959 est le 44e congrès universel d’espéranto, organisé en août 1959, à Varsovie en Pologne.